# George Biddell Airy
Sir George Biddell Airy KCB PRS (27. juli 1801 – 2. januar 1892) var engelsk matematiker og astronom og tjente som Astronomer Royal fra 1835 til 1881. Hans mange resultater omfatter arbejde med planeters omløbsbaner, måling af Jordens gennemsnitlige massefylde, en metode til løsning af to-dimensionelle problemer i faststoffysik og, i sin rolle som Astronomer Royal, at etablere Greenwich som stedet for nulmeridianen. Hans ry er blevet plettet af anklager om manglende handlekraft, hvorved Storbritannien gik glip af æren for at blive det land, der først opdagede Neptun.

## Biografi
Airy blev født i Alnwick som medlem af Airy-familien, der kunne spore sin afstamning tilbage til en familie af samme navn fra Kentmere i Westmorland i det 14. århundrede. Den gren, han tilhørte, flyttede efter at have lidt under den engelske borgerkrig til Lincolnshire og drev landbrug. Airy gik først på grundskoler i Hereford og senere på Colchester Royal Grammar School. Trods sin indadvendte natur opnåede Airy popularitet hos sine skolekammerater ved sit store talent for at konstruere ærtebøsser.
Fra han var 13 år, boede Airy ofte hos sin onkel, Arthur Biddell, i Playford i Suffolk. Biddell introducerede Airy for sin ven Thomas Clarkson, en forkæmper for ophævelse af slavehandelen, der boede på Playford Hall. Clarkson havde en magistergrad i matematik fra Cambridge og underviste Airy i klassikerne og arrangerede senere, at han blev eksamineret i sin viden om matematik af et medlem af Trinity College i Cambridge. På grundlag heraf kom han ind på Trinity i 1819 som sizar, hvilket betød at han betalte en reduceret studieafgift mod til gengæld at arbejde som en slags tjener. I studiet havde han en strålende karriere og synes umiddelbart at være blevet anset for at være årets bedste studerende. I 1822 blev han valgt som Trinity-elev og det følgende år blev han senior wrangler, hvilket var et udtryk for et ekstraordinært eksamensresultat i matematik, og han modtog Smith-prisens førstepræmie. Den 1. oktober 1824 blev han valgt som medlem af Trinity og i december 1826 udnævnt til lucasiansk professor i matematik som Thomas Turtons efterfølger. Han beklædte denne stilling i lidt over et år, hvorefter han i februar 1828 blev plumiansk professor i astronomi og direktør for det nye Cambridge-observatorium. I 1836 blev han valgt som Fellow of the Royal Society og i 1840 til udenlandsk medlem af Royal Swedish Academy of Sciences. I 1859 blev han udenlandsk medlem af det Kongelige Hollandske Akademi for Kunst og Videnskab.

### Forskning
Det giver indtryk af hans virke som skribent om matematiske og fysiske emner i disse tidlige år, at han inden sin udnævnelse havde udarbejdet ikke mindre end tre vigtige bidrag til Royal Societys Philosophical Transactions og otte til Cambridge Philosophical Society. Ved Cambridge-observatoriet viste Airy snart sit organisationstalent. Da han overtog direktørposten var det eneste teleskop ved institutionen transitinstrumentet, som han selv energisk benyttede sig af. Ved en regelmæssig arbejdsplan var han i stand til at holde sine observationer opdateret og offentliggøre dem årligt med en punktlighed, som forbavsede hans samtidige. Inden længe installeredes en meridiankreds, hvormed regulære observationer blev påbegyndt i 1833. Samme år skænkede Hugh Percy, tredie Hertug af Northumberland, Cambridge-observatoriet et fint objektglas med 12-tommers blænde, som blev installeret i henhold til Airys anvisninger og under hans overopsyn, omend konstruktionen ikke var afsluttet før efter hans overgang til Greenwich i 1835.
Airys skriftlige arbejder på denne tid er delt mellem matematisk fysik og astronomi. De førstnævnte drejer sig mest om spørgsmål i forbindelse med lysets teori, stammende fra hans professorale forelæsninger, og blandt disse kan særlig nævnes hans skrift On the Diffraction of an Object-Glass with Circular Aperture (Om diffraktion i et objektglas med cirkulær åbning) og hans fremstilling af den fuldstændige teori for en regnbue. Han blev i 1831 tildelt Royal Societys Copley-medalje for disse resultater. Blandt hans astronomiske skrifter på denne tid er de vigtigste hans undersøgelse af Jupiters masse, hans rapport til British Association om fremskridtene inden for astronomi i det 19. århundrede samt hans arbejde On an Inequality of Long Period in the Motions of the Earth and Venus (Om en uligevægt over lang tid i Månens og Venus' bevægelser).
Et af afsnittene i hans insigtsfulde og instruktive rapport omhandlede "En sammenligning af astronomiens fremskridt i England med forholdene i andre lande", som ikke faldt ud til Englands fordel. Denne kritik blev efterfølgende i vid udstrækning rettet op som følge af hans egen arbejdsindsats.

#### Jordens gennemsnitlige massefylde
Et af de mest bemærkelsesværdige af Airys forskningsresultater var hans bestemmelse af Jordens gennemsnitlige massefylde. Han fik i 1826 den ide at angribe dette problem ved hjælp af penduleksperimenter ved toppen og bunden af en dyb mine. Hans første forsøg, udført samme år ved Dolcoath-minen i Cornwall, slog fejl som følge af et uheld med et af pendulerne. Det andet forsøg i 1828 blev afbrudt af en oversvømmelse af minen, og der gik mange år før en ny mulighed viste sig. Eksperimenterne fandt endelig sted ved Harton-skakten nær South Shields i 1854. Deres umiddelbare resultat var, at tyngden ved minens bund oversteg tyngden ved toppen med 1/19286 af måleværdien, med en højdeforskel på 383 m. Ud fra dette kom han frem til en endelig værdi for Jordens relative tæthed på 6,566. Denne værdi, som ret meget oversteg, hvad der tidligere var fundet ved andre metoder, anså Airy på grund af den omhyggelighed og fuldstændighed som observationerne var udført med og diskuteret, for at være "berettiget til at kunne konkurrere med de andre på i det mindste lige vilkår."  Den nuværende accepterede værdi for Jordens tæthed er 5,5153 g/cm³.

#### Referencegeoide
I 1830 beregnede Airy længden af Jordens polare og ækvatoriale radier på grundlag af målinger foretaget i det Forenede Kongerige. Skønt hans målinger er afløst af mere nøjagtige værdier for radierne (som dem, der er brugt i GRS 80 og WGS84) bruges hans Airy-geoide (der strengt taget er en referenceellipsoide, OSGB36) stadig af Storbritanniens Ordnance Survey ved kortlægning af England, Skotland og Wales, fordi den bedre er tilpasset det lokale havniveau (omkring 80 cm under gennemsnittet for hele verden).

#### Planetariske uligevægter
Airys opdagelse af en ny uligevægt i Venus og Jordens bevægelser er i visse henseender hans mest bemærkelsesværdige bedrift. Ved at korrigere elementerne i Delambres soltabeller fik han mistanke om, at en uligevægt var blevet overset af deres konstruktør. Årsagen ledte han ikke forgæves efter ret længe: Tretten ganges gennemsnitlig bevægelse af Venus er så tæt på at være otte gange Jordens, at forskellen kun udgør en lille brøkdel af Jordens gennemsnitlige bevægelse, og da det udtryk, der afhænger af denne forskel, som i sig selv er meget lille, i integrationen af differentialligningerne får en multiplikator på omkring 2.200.000, kunne Airy udlede en mærkbar uligvægt over en periode på 240 år (Phil. Trans. cxxii. 67). Undersøgelsen var måske den mest arbejdskrævende, som op til Airys tid havde været gennemført inden for planetar teori, og den var den første specifikke forbedring af soltabellerne, som var udført i England siden fremkomsten af tyngdekraftteorien. Som anerkendelse for dette arbejde modtog han i 1833 en guldmedalje fra Royal Astronomical Society. (Han modtog endnu en i 1846).

#### Airy-skive
Opløsning af optiske apparater begrænses af diffraktion. Derfor kan selv den mest perfekte linse ikke helt danne et punktformet billede i dens fokus, men der er i stedet et lyst, centralt mønster, der nu kaldes Airyskiven, omgivet af koncentriske ringe, der danner et Airymønster. Airyskivens størrelse afhænger af lysets bølgelængde og blændestørrelsen. John Herschel havde tidligere beskrevet fænomenet, men Airy var den første, der forklarede det teoretisk.
Dette var et centralt argument for at tilbagevise en af de sidste tilbageværende begrundelser for absolut geocentrisme: Tycho Brahe og Giovanni Battista Riccioli pegede på, at fraværet af parallakse for stjernerne, som kunne opdages på denne tid, indebar, at stjernerne befandt sig i uhyre afstand. Men det blotte øje og de tidlige teleskoper med lille blænde syntes at vise, at stjernerne havde skiver af en vis størrelse. Dette ville indebære, at stjernerne var mange gange større end Solen (man kendte ikke til superkæmper eller hyperkæmper, men nogle beregnedes til endog at overstige størrelsen af hele universet, som den var estimeret på den tid). At stjernerne havde skiver, var imidlertid en fejltagelse. Man så i virkeligheden ikke stjernens billede, mens dens Airyskive. I virkeligheden ligner det reelle billede af næsten alle stjerner punktformet lys, selv ved brug af de bedste teleskoper med de største blænder.

#### Astronomer Royal
I juni 1835 blev Airy udnævnt til Astronomer Royal som John Ponds efterfølger og indledte den lange karriere ved det nationale observatorium, som han er mest kendt for. Observatoriet var ved hans udnævnelse i en sådan tilstand, at Lord Auckland, første Lord of the Admiralty mente at det "det helt burde renses ud", mens Airy selv indrømmede, at "det var i en miserabel forfatning". Med sin sædvanlige energi gik han straks i gang med at reorganisere det hele. Han omstrukturerede observationsbøgerne, fik orden på biblioteket, installerede det nye Sheepshanks-instrument med ækvatorial parallakse og indrettede et nyt magnetisk observatorium. I 1847 opstilledes en altazimut, som Airy havde designet for at muliggøre, at observationer af Månen ikke kun kunne foretages på meridianen, men når som helst Månen var synlig. I 1848 opfandt Airy et forbedret zenitinstrument til erstatning for det hidtil anvendte zenitteleskop. Sidst i 1850 blev den store transitcirkel med 203 mm blænde and 3,5 m brændvidde opstillet, og det er stadig observatoriets vigtigste instrument i sin klasse. Efter opstilling i 1859 af et ækvatorialinstrument med 330 mm blænde fremkom følgende kommentar i hans årsrapport: "Der er nu ikke længere en eneste person ansat eller et eneste instrument anvendt i observatoriet, som også var der i hr. Ponds tid", og omstillingen blev færdiggjort ved påbegyndelse af spektroskopisk arbejde i 1868 og fotografisk registrering af solpletter i 1873.
Den overvældende indsats med at reducere de opsamlede planetobservationer, som var foretaget ved Greenwich fra 1750 til 1830, var allerede påbegyndt under Airys overopsyn, da han blev Astronomer Royal. Kort efter igangsatte han det ligeledes arbejdskrævende arbejde at reducere den enorme mængde observationer af Månen, som var udført ved Greenwich i samme periode, hvilket skete under successiv ledelse af James Bradley, Nathaniel Bliss, Nevil Maskelyne og John Pond. Staten bevilgede en stor sum penge til indsatsen, og som resultat heraf blev ikke mindre end 8.000 måneobservationer reddet fra tilintetgørelse. De blev i 1846 stillet til rådighed for astronomer på en sådan måde, at de kunne bruges direkte til sammenligning med teorien og til forbedring af tabellerne over Månens bevægelse.
Materialet førte straks til, at Peter Andreas Hansen opdagede to nye uligevægte i Månens bevægelse, og Airy modtog i 1848 hædrende omtale fra Royal Astronomical Society for dette arbejde. Efter at have færdiggjort disse reduktioner og før han igangsatte teoretiske undersøgelser ved brug af dem, undersøgte Airy, om nogen anden matematiker beskæftigede sig med emnet. Han erfarede, at Hansen havde påtaget sig det med støtte fra den danske konge, men at han efter kongens død og den deraf følgende mangel på finansiering var ved at være nødsaget til at opgive det. Airy ansøgte da på Hansens vegne admiralitetet om den nødvendige sum penge, der straks blev bevilget, og derfor dedikerede Hansen sine berømte Tables de la Lune til La Haute Amirauté de sa Majesté la Reine de la Grande Bretagne et d'Irlande.
I 1851 anlagde Airy en ny nulmeridian ved Greenwich. Denne linje, som var den fjerde "Greenwich-meridian," blev den internationalt anerkendte nulmeridian i 1884.

#### Søgning efter Neptun
I juni 1846 begyndte Airy en korrespondance med den franske astronom Urbain Le Verrier om dennes forudsigelse af, at uregelmæssigheder i Uranus' bevægelse skyldtes en endnu uopdaget klode. Da han var klar over, at Cambridge-astronomen John Couch Adams havde antydet at have fremsat en tilsvarende forudsigelse, bad Airy den 9. juli James Challis om at foretage en systematisk søgning i håb om at sikre Storbritannien en triumf ved opdagelsen. I sidste ende blev det dog en rivaliserende eftersøgning i Berlin af Johann Gottfried Galle, tilskyndet af Le Verrier, som vandt førstepladsen i kapløbet. Skønt Airy blev "udskældt yderst voldsomt af både englændere og franskmænd" for ikke tidligere at have handlet på Adams' forslag, har det også været fremført, at Adams' henvendelser havde været vage og nølende og yderligere, at søgning efter en ny planet ikke var et ansvarsområde for en Astronomer Royal.

#### Test af ætermodstand
Ved hjælp af et vandfyldt teleskop ledte Airy i 1871 efter en mulig ændring i stjerners aberration ved brydning i vandet, som kunne skyldes modstand fra en æter. Som i alle andre eksperimenter, der forsøgte at påvise tilstedeværelsen eller virkningen af en æter, opnåede han et negativt resultat.

#### Måneteori
I 1872 fik Airy den ide at behandle teorien om Månen på en ny måde, og i en alder af enoghalvfjerds år gik han i gang med det møjsomme arbejde, som denne ide indebar. En generel beskrivelse af hans metode kan findes i Monthly Notices of the Royal Astronomical Society, vol. xxxiv, No. 3. Den bestod i hovedtræk i anvendelse af Charles-Eugène Delaunays endelige numeriske udtryk for længde, bredde og parallakse, med et symbolsk udtryk forbundet med hvert tal, hvis værdi skulle bestemmes ved indsættelse i ligningerne for bevægelse.
Når spørgsmålet behandles på denne måde, er udtrykkenes rækkefølge numerisk, og selv om arbejdet var så omfattende, at det kunne have overvældet en yngre mand, var detaljerne lette nok, og en stor del af det kunne være udført af "en simpel komputer".
Arbejdet blev offentliggjort i 1886, da Airy var femogfirs år gammel. Et stykke tid forinden havde han være plaget af en mistanke om, at visse fejl havde sneget sig ind i beregningerne, hvorfor han pålagde sig selv at revidere dem. Hans kræfter var dog ikke længere, hvad de havde været, så han var aldrig i stand til at undersøge sagerne tilstrækkeligt. I 1890 fortæller han, at der var blevet begået en alvorlig fejl i et af de første skridt og tilføjer lidt rørende: "Min tro på arbejdet var brudt, og jeg har aldrig siden lagt mit hjerte i at fortsætte det."

#### Anvendt mekanik

##### Deformations- og spændingsfunktion
I 1862 præsenterede Airy en ny teknik til bestemmelse af deformations- og spændingsfelter i en stang. Denne teknik, der somme tider kaldes Airys spændingsfunktion, kan benyttes til at finde løsninger på mange to-dimensionale problemer i faststoffysik. For eksempel blev den brugt af H. M. Westergaard til at bestemme deformations-
og spændingsfeltet omkring spidsen af en revne, og derved bidrog metoden til udvikling af forskningsområdet angående brud.

##### Tay Bridge-ulykken
Airy blev spurgt om de vindhastigheder og -tryk, som den foreslåede Forth hængebro sandsynligvis ville blive udsat for. Dens design blev udført af Thomas Bouch for North British Railway sidst i 1870'erne. Han mente, at der ikke kunne ventes tryk større end omkring 10 pund per kvadratfod, hvilket Bouch antog også ville gælde for den første Tay-jernbanebro, som var under bygning. Der kan imidlertid ventes langt større tryk under stærk storm. Airy blev indkaldt for at afgive vidneudsagn ved den officielle undersøgelse af Tay Bridge-ulykken og blev kritiseret for sit råd. Der var dog ringe viden om vindpåvirkning af store konstruktioner, og det blev overdraget til en kommission nedsat af regeringen at gennemføre undersøgelser af dette problem.

#### Polemik
I nekrologen over ham, udgivet af Royal Society, blev Airy beskrevet som en "hård modstander", og der verserer stadig historier om forskellige uoverensstemmelser og konflikter med andre videnskabsmænd. Francis Ronalds opdagede, at Airy var hans modstander, mens han var tiltrædende honorær direktør for Kew-observatoriet, som Airy anså for at være en konkurrent til Greenwich. Andre veldokumenterede konflikter var med Charles Babbage og Sir James South.

### Privat liv
I juli 1824 havde Airy mødt Richarda Smith (1804–1875) på en spadseretur i Derbyshire. Han skrev senere: "Vore øjne mødtes ... og min skæbne var beseglet ... Jeg følte uimodståeligt, at vi måtte forenes", og Airy friede to dage efter. Richardas far, præsten Richard Smith, mente dog, at Airy ikke havde tilstrækkelige finansielle midler til at kunne gifte sig med hans datter. Først i 1830, da Airy var fast ansat i sin stilling ved Cambridge, blev der givet tilladelse til ægteskabet.
Familien Airy fik ni børn, hvoraf de tre ældste døde som små. Den ældste levende, Wilfrid Airy, blev designer af og ingeniør ved George Tomlines Orwell Park Observatory. Wilfrids datter var kunstneren Anna Airy.
Deres søn Hubert Airy (1838–1903) var læge og en pioner i undersøgelse af migræne.
Deres ældste datter, Hilda (1840–1916), giftede sig med Edward Routh i 1864.
Airy blev slået til ridder den 17. juni 1872.
Da Airy trak sig tilbage i 1881, boede han hos sine to gifte døtre i Croom's Hill nær Greenwich. I 1891 kom han ud for et fald, der gav indre skader. Han levede kun få dage efter den nødvendige kirurgiske indsats. Hans efterladte formue udgjorde £27.713. Airy og hans hustru er sammen med de tre tidligt døde børn begravet ved St. Mary's Church i Playford i Suffolk. En hytte ejet af Airy findes endnu beliggende tæt ved kirken og er nu i privat eje.

## Livsværk og æresbevisninger
- Valgt til præsident for Royal Astronomical Society fire gange, ialt for syv år (1835–37, 1849–51, 1853–55, 1863-64). Ingen anden har været præsident mere end fire gange (en rekord han deler med Francis Baily).[35]
- Udenlandsk honorært medlem af American Academy of Arts and Sciences (1832)[36]
- Marskrateret Airy er opkaldt efter ham.[37] Inde i det krater ligger et andet, mindre krater kaldet Airy-0, hvis beliggenhed defineret planetens nulmeridian, som beliggenheden af Airys teleskop fra 1850 gør det for Jorden.[38]
- Vinder af Lalande-prisen for astronomi fra det franske Académie des sciences, 1834
- Månekrateret Airy er opkaldt til hans ære.[39]
- Airys bølgeteori er den lineære teori for udbredelse af tyngdekraftbølger på overfladen af et fluid.[40]
- Airy-funktionerne Ai(x) og Bi(x) og de differentialligninger, de fremkommer af, er navngivet til hans ære, ligesom Airy-pladen og Airy-punkter.

## Mindeord
- E. J. R., Proceedings of the Royal Society, 51 (1892), i–xii
- The Times, 5. januar 1892
- East Anglian Daily Times, 11 January 1892
- Suffolk Chronicle, 9 January 1892
- Daily Times, 5 January 1892
- "Obituary – Sir George Biddell Airy". Monthly Notices of the Royal Astronomical Society. 52: 212-229. 1892. Bibcode:1892MNRAS..52..212.. doi:10.1093/mnras/52.4.212.
- Proceedings of the Institution of Civil Engineers, 108 (1891–92), 391–394
- Astronomical Journal 11 (1892) 96
- Astronomische Nachrichten 129 (1892) 33/34
- The Observatory 15 (1892) 73